# Zeitkonstante
Die Zeitkonstante (mit dem Formelzeichen {\displaystyle \tau } (griech. tau) oder {\displaystyle T}) ist eine charakteristische Größe eines linearen dynamischen Systems, das durch eine gewöhnliche Differentialgleichung oder durch eine zugehörige Übertragungsfunktion {\displaystyle G(s)} beschrieben wird. Sie hat die Dimension einer Zeit; ihre Maßeinheit ist meist die Sekunde.

Funktionsbild eines PT_{1}-Gliedes
nach einem Eingangssprung.

Ein dynamisches System ist eine Funktionseinheit zur Verarbeitung und Übertragung von Signalen; die Systemeingangsgröße {\displaystyle u(t)} ist als Ursache und die Systemausgangsgröße {\displaystyle y(t)} als zeitliche Auswirkung definiert. Typische Eingangssignale zur Prüfung des Systemverhaltens sind die Impulsfunktion, Sprungfunktion und Anstiegsfunktion.
In der Elektrotechnik ist das Zeitverhalten eines Verzögerungsgliedes 1. Ordnung (z. B. eines RC-Glied-Tiefpasses) mit einer Sprungantwort mit exponentiellem asymptotischem Verlauf allgemein bekannt. Dabei bestimmt die Zeitkonstante {\displaystyle T=R\cdot C} den zeitlichen Verlauf. Nach Ablauf einer Zeit von ca. 3 Zeitkonstanten hat das Ausgangssignal ca. 95 % der Größe des Eingangssignals erreicht, wenn die Systemverstärkung {\displaystyle K=1} ist.
Grundsätzlich hängt der zeitliche Verlauf des Ausgangssignals eines Übertragungssystems beliebiger Ordnung von der Art des Übertragungssystems und des Eingangssignals ab und bezieht sich nicht nur auf Zeitverzögerungsglieder ({\displaystyle PT_{1}}-Glieder).
Der Begriff Zeitkonstante ergibt sich bei der Beschreibung eines linearen dynamischen Systems durch eine gewöhnliche Differentialgleichung mit konstanten Koeffizienten. Zur leichteren Berechnung des zeitabhängigen Systemverhaltens wird die systembeschreibende Differentialgleichung der Laplace-Transformation unterzogen und daraus das Signalverhältnis als Übertragungsfunktion {\displaystyle G(s)} gebildet.
Die Übertragungsfunktion in der Zeitkonstantendarstellung entsteht wie folgt:
- Laplace-Transformation der gewöhnlichen Differentialgleichung höherer Ordnung,
- Bildung der Übertragungsfunktion {\displaystyle G(s)={\frac {Y(s)}{U(s)}}={\frac {\text{Zählerpolynom (s)}}{\text{Nennerpolynom (s)}}}}.

Die Polstellen {\displaystyle s_{pi}} und Nullstellen {\displaystyle s_{ni}} der Übertragungsfunktion sind die wichtigsten Kenngrößen des Systemverhaltens.
- Faktorisierung der Polynome in die Pol-Nullstellendarstellung: {\displaystyle G(s)={\frac {Y(s)}{U(s)}}=k\cdot {\frac {(s-s_{n1})(s-s_{n2})\dotsm (s-s_{nm})}{(s-s_{p1})(s-s_{p2})\dotsm (s-s_{pn})}}}
- Umrechnung der Pol-Nullstellendarstellung durch Zahlenwerte der Pole und Nullstellen in die Zeitkonstantendarstellung,
- Die Werte der Pole und Nullstellen eines Linearfaktors können drei Formen annehmen: null, negativ reell, negativ konjugiert komplex.

Damit können im Zähler und Nenner der Übertragungsfunktion insgesamt {\displaystyle 3\cdot 2=6} unterschiedliche Grundformen von Linearfaktoren und Faktoren 2. Ordnung mit unterschiedlichem Systemverhalten entstehen.
{\displaystyle G(s)={\frac {Y(s)}{U(s)}}=k\cdot {\frac {T_{v}\cdot s\cdot (T\cdot s+1)\cdot (T^{2}\cdot s^{2}+2DT\cdot s+1)}{T_{n}\cdot s\cdot (T\cdot s+1)\cdot (T^{2}\cdot s^{2}+2DT\cdot s+1)}}}.
Die Zeitkonstante {\displaystyle T} entspricht dem Koeffizienten vor der komplexen Laplace-Variable {\displaystyle s}. Sie errechnen sich allgemein aus dem Reziprokwert einer negativen reellen Polstelle {\displaystyle s_{p}} oder einer Nullstelle {\displaystyle s_{n}} des Nennerpolynoms oder Zählerpolynoms der Übertragungsfunktion als:
{\displaystyle T_{i}={\frac {1}{|s_{pi}|}}} bzw. {\displaystyle T_{i}={\frac {1}{|s_{ni}|}}}.

## Bestimmung der Zeitkonstanten aus den Polynomen eines linearen dynamischen Übertragungssystems höherer Ordnung
Systembeschreibungen durch Übertragungsfunktionen {\displaystyle G(s)} können entstehen durch:
- Laplace-Transformation der systembeschreibenden gewöhnlichen Differenzialgleichung zu einer Übertragungsfunktion,
- Komplexe Spannungsteiler aus einem rückwirkungsfreien Impedanzverhältnis, (Beispiel: RC-beschaltete Operationsverstärker),
- Systemidentifikation mittels Sprung- oder Impulsantwort.

Zur einfacheren Berechnung und zum leichteren Verständnis wird die systembeschreibende gewöhnliche Differenzialgleichung einer Laplace-Transformation unterzogen und ist damit algebraisch berechenbar. Dabei wird nach dem Laplace-Differentiationssatz eine Ableitung 1. Ordnung der Differenzialgleichung durch die Laplace-Variable {\displaystyle s} als komplexe Frequenz ersetzt. Höhere Ableitungen n-ter Ordnung werden entsprechend der Ordnungszahl {\displaystyle n} durch {\displaystyle s^{n}} ersetzt.
Beispiel einer gewöhnlichen Differentialgleichung höherer Ordnung eines Übertragungssystems mit konstanten Koeffizienten {\displaystyle a_{i}} und {\displaystyle b_{i}}:
{\displaystyle a_{n}y^{(n)}+\ldots +a_{2}{\ddot {y}}+a_{1}{\dot {y}}+a_{0}y=b_{m}u^{(m)}+\ldots +b_{2}{\ddot {u}}+b_{1}{\dot {u}}+b_{0}u}
Diese allgemeine Form der Differentialgleichung wird einer Laplace-Transformation unterzogen:
{\displaystyle {a_{n}\cdot s^{(n)}\cdot Y(s)+\ldots +a_{2}\cdot s^{2}\cdot Y(s)+a_{1}\cdot s\cdot Y(s)+a_{0}\cdot Y(s)=b_{m}\cdot s^{(m)}\cdot U(s)+\ldots +b_{2}\cdot s^{2}\cdot U(s)+b_{1}\cdot U(s)+b_{0}\cdot U(s)}}.
Durch Anwendung des Laplace-Differentiationssatzes auf die systembeschreibende gewöhnliche Differentialgleichung entsteht die Übertragungsfunktion {\displaystyle G(s)}. Mittels der Pol- und Nullstellenbestimmung des Zähler- und Nennerpolynoms entsteht die faktorielle Darstellung (Linearfaktoren) der Übertragungsfunktion.
Die Übertragungsfunktion G(s) wird aus dem Verhältnis der Ausgangsgröße zur Eingangsgröße gebildet. Dabei dürfen keine Anfangswerte der inneren Energiespeicher (Zustandsraumdarstellung) des Systems bestehen.
{\displaystyle G(s)={\frac {Y(s)}{U(s)}}={\frac {b_{m}\cdot s^{m}+\dotsb +b_{2}\cdot s^{2}+b_{1}\cdot s+b_{0}}{a_{n}\cdot s^{n}+\dotsb +a_{2}\cdot s^{2}+a_{1}\cdot s+a_{0}}}={\frac {\text{Zählerpolynom (s)}}{\text{Nennerpolynom (s)}}}}
Die Laplace-Variable {\displaystyle s=\delta +j\omega } ist eine unabhängige Variable im komplexen Frequenzbereich (Bildbereich, s-Bereich) mit {\displaystyle \delta } als Realteil und {\displaystyle j\omega } als Imaginärteil. Sie erlaubt beliebige algebraische Operationen im s-Bereich, ist aber nur ein Symbol für eine vollzogene Laplace-Transformation und enthält keinen Zahlenwert. Exponenten von s entsprechen dem Grad der Ableitung der Differentiale.
Zur Bestimmung der elementaren Einzelsysteme {\displaystyle G_{1}(s);G_{2}(s);\dots } einer Übertragungsfunktion G(s) höherer Ordnung werden die Polynome des Zählers und Nenners durch Nullstellenbestimmung faktorisiert.
Wenn Zahlenwerte der Koeffizienten vorliegen, können mit verschiedenen Methoden die Pole und Nullstellen berechnet werden. Dazu eignet sich die sogenannte pq-Formel {\displaystyle x^{2}+px+q=0} für Systeme 2. Ordnung. Fertige im Internet verfügbare Programme für Systeme bis 4. Ordnung können mit dem Aufruf: „Nullstellen (Lösungen) von Polynomen bestimmen“ benutzt werden.
Die Pole (Nullstellen des Nenners) {\displaystyle s_{pi}} und Nullstellen (Nullstellen des Zählers) {\displaystyle s_{ni}} der Übertragungsfunktion sind die wichtigsten Kenngrößen des Systemverhaltens. Sie sind entweder Null (fehlendes Endglied {\displaystyle a_{0},\ b_{0}} der Differentialgleichung), reell [{\displaystyle s_{n}=-\delta }]; und [{\displaystyle s_{p}=-\delta }] oder konjugiert komplex [{\displaystyle s_{n}=-\delta \pm j\omega }] und [{\displaystyle s_{p}=-\delta \pm j\omega }].
Zur Bestimmung der Zeitkonstanten werden die Polynome der Übertragungsfunktion durch Nullstellenbestimmung in Linearfaktoren und Faktoren 2. Ordnung zerlegt. Wenn Zahlenwerte für die Koeffizienten der Polynome gegeben sind, können die Polynome durch die Nullstellenbestimmung faktorisiert werden.
Die Zerlegung der Zähler- und Nennerpolynome höherer Ordnung durch die Pole und Nullstellen ergibt mehrfache Linearfaktoren und mehrfache Faktoren 2. Ordnung. Als Voraussetzung dazu dürfen die Polynome in der Reihenfolge der Summenelemente entsprechend der Ordnungszahl keine Lücken aufweisen.
Werden diese Faktoren als unabhängige Einzel-Übertragungsfunktionen definiert, so entstehen je nach Art der Pole und der Nullstellen folgende Elementar-Übertragungsfunktionen:
- Die Abschlußterme der Differentialgleichung {\displaystyle a_{0};b_{0}} sind Null: Der entstehende Linearfaktor ist eine Variable: {\displaystyle K\cdot s} sowohl im Zähler als auch im Nenner.
- Die Pole bzw. die Nullstellen sind negativ reell. Aus [{\displaystyle s-s_{n}}] oder [{\displaystyle s-s_{p}}] entsteht der Linearfaktor in Zeitkonstantendarstellung [{\displaystyle T\cdot s+1}] sowohl im Zähler als auch im Nenner.
- Die Pole bzw. die Nullstellen sind negativ konjugiert komplex. Aus [{\displaystyle s-s_{n}}] oder [{\displaystyle s-s_{p}}] entsteht der Faktor in Zeitkonstantendarstellung [{\displaystyle T^{2}\cdot s^{2}+2DT\cdot s+1}] 2. Ordnung sowohl im Zähler als auch im Nenner.

Beispiel einer Übertragungsfunktion mit der Polynomdarstellung, der Pol-Nullstellendarstellung und der Zeitkonstantendarstellung:
{\displaystyle {\begin{aligned}G(s)&={\frac {Y(s)}{U(s)}}={\frac {b_{m}s^{m}+\ldots +b_{2}s^{2}+b_{1}s+b_{0}}{a_{n}s^{n}+\ldots +a_{2}s^{2}+a_{1}s+a_{0}}}:=k\cdot {\frac {(s-s_{n1})(s-s_{n2})\dotsm (s-s_{nm})}{(s-s_{p1})(s-s_{p2})\dotsm (s-s_{pn})}}:=\\&:=k\cdot {\frac {T_{v}\cdot s\cdot (T\cdot s+1)\cdot (T^{2}\cdot s^{2}+2DT\cdot s+1)}{T_{n}\cdot s\cdot (T\cdot s+1)\cdot (T^{2}\cdot s^{2}+2DT\cdot s+1)}}\end{aligned}}}.

### Zeitkonstanten der elementaren Einzelsysteme im Zähler und Nenner der Übertragungsfunktion
Die Zerlegung des Nennerpolynoms ergibt zeitverzögernd wirkende Einzelsysteme (Linearfaktoren) und verzögernd wirkende Faktoren 2. Ordnung. Die Zerlegung des Zählerpolynoms ergibt differenzierend wirkende Einzelsysteme (Linearfaktoren) und differenzierend wirkende Faktoren 2. Ordnung. Letztere haben in Kombination mit den zeitverzögernden Systemen des Nenners keinen Einfluss auf das Zeitverhalten, sondern nur auf die Signalamplituden {\displaystyle y(t)}.
- Zeitkonstanten der Linearfaktoren als Variablen {\displaystyle T\cdot s} mit Polen und Nullstellen gleich Null:

Diese Linearfaktoren entstehen bei einer Laplace-Transformation einer systembeschreibenden gewöhnlichen Differentialgleichung, deren Endglieder {\displaystyle a_{0}} oder {\displaystyle b_{0}} fehlen.
Aus dem Produktterm {\displaystyle (s-0)} wird im Zähler und Nenner je {\displaystyle s}. Die in der nachstehenden Tabelle des nächsten Abschnitts dargestellten Zeitkonstanten {\displaystyle {\tfrac {1}{T_{n}}}} für das I-Glied {\displaystyle \left({\tfrac {1}{T_{n}\cdot s}}\right)} und {\displaystyle T_{v}} für das D-Glied {\displaystyle (T_{v}\cdot s)} sind aus der Definition der Regler entnommen. In Wirklichkeit entsprechen sie Proportionalitätsfaktoren {\displaystyle K_{I}} oder {\displaystyle K_{D}} mit der Bewertung 1, wenn keine anderen Zahlenwerte angegeben worden sind.
- Zeitkonstante der Linearfaktoren mit Polen und Nullstellen gleich {\displaystyle -\delta } :

Die Definition der Zeitkonstante {\displaystyle T} eines {\displaystyle PT_{1}}-Gliedes oder eines {\displaystyle PD_{1}}-Gliedes errechnet sich wie folgt aus den Polen und Nullstellen für Zahlenwerte mit negativen Realteilen von {\displaystyle s_{pi},s_{ni}}.
Beispiel für die Definition einer Zeitkonstante aus dem Linearfaktor des Zählers:
{\displaystyle \underbrace {(s-s_{n})} _{\text{Linearfaktor}}\ :=\underbrace {(s+|s_{n}|)} _{{\text{Term mit }}s_{n}={\text{negat.}}}=\ \underbrace {|s_{n}|\cdot \left({\frac {1}{|s_{n}|}}\cdot s+1\right)} _{{\text{Term durch }}|s_{n}|{\text{ divid.}}}\quad :=\underbrace {{\frac {1}{T}}\cdot (T\cdot s+1)} _{\text{Zeitkonstanten-Darstellung}}}.
Die Zeitkonstante errechnet sich allgemein aus dem Reziprokwert (Kehrwert) einer negativen reellen Nullstelle {\displaystyle s_{p}} oder {\displaystyle s_{n}} des Nennerpolynoms oder Zählerpolynoms der Übertragungsfunktion als:
{\displaystyle T_{i}={\frac {1}{|s_{pi}|}}} bzw. {\displaystyle T_{i}={\frac {1}{|s_{ni}|}}}.
- Zeitkonstanten des Faktors 2. Ordnung mit konjugiert komplexen Polen und Nullstellen:

Aus der Pol-Nullstellendarstellung mit negativen konjugiert komplexen Polen und Nullstellen entstehen Faktoren 2. Ordnung. Wird aus der Nullstellendarstellung {\displaystyle s-s_{n}} für {\displaystyle s_{n}} die konjugiert komplexe Nullstelle [{\displaystyle s_{n}=-\delta \pm j\omega }] oder [{\displaystyle s_{p}=-\delta \pm j\omega }] eingesetzt, entsteht durch quadrieren zur Vermeidung der imaginären Größen, die Zeitkonstantendarstellung:
Faktor 2. Ordnung in Pol-Nullstellendarstellung nach dem quadrieren:
{\displaystyle [s^{2}-2\cdot \delta \cdot s+\delta ^{2}+\omega ^{2}]}
Mit {\displaystyle T={\frac {1}{\omega }}} ergibt sich die Normalform der Zeitkonstantendarstellung des Faktors 2. Ordnung:
{\displaystyle [T^{2}\cdot s^{2}+2DT\cdot s+1]\qquad D={\text{Dämpfungsgrad}}\ 0<D<1}
Fazit: 

- Dieser Faktor 2. Ordnung gilt sowohl für das Zähler- und Nennerpolynom und lässt sich nicht in kleinere mathematische Ausdrücke zerlegen.
- Der Zeitverlauf einer normierten Sprungantwort eines Übertragungssystems 2. Ordnung mit konjugiert komplexen Polen ({\displaystyle PT2_{kk}}-Glied) ist von der Zeitkonstante {\displaystyle T} und von der Dämpfung {\displaystyle D} abhängig.

### Aufstellung und Verhalten der elementaren Einzelsysteme
Durch Zuordnung dieser Faktoren im Zähler und Nenner der Übertragungsfunktionen können folgende 6 verschiedene stabile Elementarsysteme {\displaystyle G_{i}(s)} einzeln oder mehrfach entstehen:
{\displaystyle G_{1}(s)=(T\cdot s)^{\pm 1};\qquad G_{2}(s)=(T\cdot s+1)^{\pm 1};\qquad G_{3}(s)=\left(T^{2}\cdot s^{2}+2\cdot D\cdot T\cdot s+1\right)^{\pm 1}\quad }
| Benennung            | I-Glied                                                     | D-Glied                                        | {\displaystyle PT_{1}}-Glied                              | {\displaystyle PD_{1}}-Glied                 | {\displaystyle PT_{2kk}}-Glied (Schwingungsglied)                            | {\displaystyle PD_{2kk}}-Glied                                       |
| -------------------- | ----------------------------------------------------------- | ---------------------------------------------- | --------------------------------------------------------- | -------------------------------------------- | ---------------------------------------------------------------------------- | -------------------------------------------------------------------- |
| Pol-Nullstellen      | {\displaystyle s_{p}=0}                                     | {\displaystyle s_{n}=0}                        | {\displaystyle s_{p}=-\delta }                            | {\displaystyle s_{n}=-\delta }               | {\displaystyle s_{p1/2}=-\delta \pm j\omega }                                | {\displaystyle s_{n1/2}=-\delta \pm j\omega }                        |
| Übertragungsfunktion | {\displaystyle {\frac {Y}{U}}(s)={\frac {1}{T_{n}\cdot s}}} | {\displaystyle {\frac {Y}{U}}(s)=T_{V}\cdot s} | {\displaystyle {\frac {Y}{U}}(s)={\frac {K}{T\cdot s+1}}} | {\displaystyle {\frac {Y}{U}}(s)=T\cdot s+1} | {\displaystyle {\frac {Y}{U}}(s)={\frac {K}{T^{2}\cdot s^{2}+2TD\cdot s+1}}} | {\displaystyle {\frac {Y}{U}}(s)=K({T^{2}\cdot s^{2}+2TD\cdot s+1})} |

In der Zeitkonstanten-Darstellung entspricht die Zeitkonstante {\displaystyle T} dem Koeffizienten vor der komplexen Laplace-Variable {\displaystyle s}.
Die Berechnung des zeitlichen Verhaltens eines Gesamtübertragungssystems erfordert immer, dass die Anzahl der Faktoren des Nenners immer gleich oder größer sein muss, als die Anzahl der Faktoren im Zähler {\displaystyle n\geq m}.
Differenzierende {\displaystyle PD_{1}}-Glieder können das Zeitverhalten von verzögernden {\displaystyle PT_{1}}-Gliedern bei gleichen Zeitkonstanten vollständig kompensieren. Das Gleiche gilt natürlich auch für {\displaystyle PD_{2}}-Glieder und {\displaystyle PT_{2}}-Glieder.

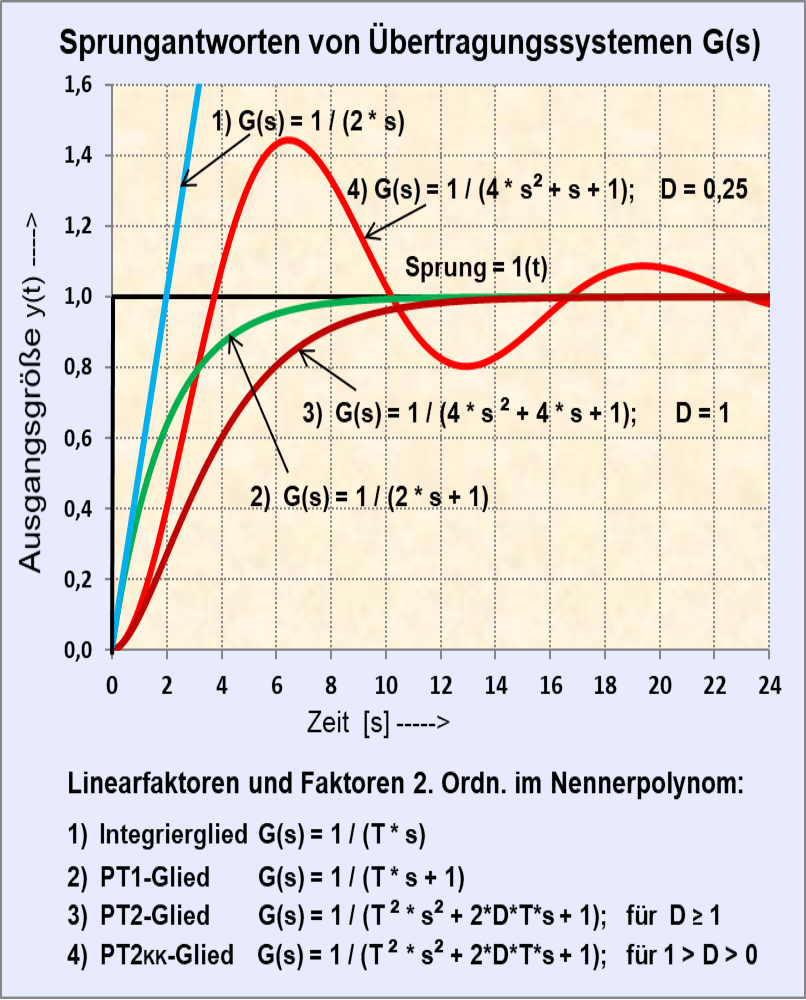
Sprungantwort verschiedener elementarer Übertragungssysteme.

Testsignale zur Prüfung des Systemverhaltens:
Übliche Testsignale für Übertragungssysteme sind: Sprungfunktion, Rücksprung, Impulsfunktion, Anstiegsfunktion und Sinusfunktion. Diese Signale werden ebenfalls vom Zeitbereich in den Bildbereich Laplace-transformiert. Siehe Definition der Testsignale im nächsten Abschnitt.
Zeitverhalten differenzierender Übertragungsglieder:
Das Zeitverhalten der Sprungantwort oder der Impulsantwort eines differenzierenden Systems des Zählerpolynoms kann allein grafisch nicht dargestellt werden, weil die Änderung des Ausgangssignals im Zeitbereich {\displaystyle 0\to 0_{+}} stattfindet. Das Zeitverhalten eines differenzierenden Systems lässt sich nur mit einem Eingangssignal als Anstiegsfunktion grafisch darstellen. Differenzierende Systeme ohne sogenannte zeitverzögernde parasitäre {\displaystyle PT_{1}}-Glieder lassen sich als Hardware technisch nicht herstellen. Die dazu notwendige hinzugefügte parasitäre Zeitkonstante des zeitverzögernden {\displaystyle PT_{1}}-Gliedes muss wesentlich kleiner sein, als die Zeitkonstante des {\displaystyle D}-Gliedes oder {\displaystyle PD_{1}}-Gliedes.
Zeitverhalten von Übertragungsgliedern mit konjugiert komplexen Polen ({\displaystyle PT_{2kk}}-Glieder):
Diese Übertragungsglieder 2. Ordnung enthalten Doppelpole im s-Bereich. In Abhängigkeit von der Größe der Dämpfung {\displaystyle D} entsteht bei Anregung des Systems durch ein beliebiges Eingangssignal eine gedämpft schwingende Ausgangsgröße. Häufig wird die Sprungantwort als charakteristisches Verhalten dargestellt, bei dem die Ausgangsgröße exponentiell asymptotisch mit einer Schwingungsüberlagerung einen Endwert erreicht.
Bei {\displaystyle D\geq 1} lassen sich diese Systeme in zwei {\displaystyle PT_{1}}-Glieder zerlegen.
Die dem System zugehörigen Zeitkonstanten {\displaystyle T} liegen in quadratischer Form vor.
Übertragungssysteme mit Linearfaktoren oder Faktoren 2. Ordnung mit positivem Realteil der Pole:
Positive Realteile der Pole und Nullstellen ergeben negative Zeitkonstanten.
Übertragungsglieder mit positiven Polen bilden instabile nichtlineare Übertragungsfunktionen, die man mit z. B. mit „Instabilen T1-Gliedern“ oder mit „Instabilen T2-Gliedern“ bezeichnen kann. Auch ihnen kann man Zeitkonstanten zuordnen. Das Ausgangssignal dieser Systeme steigt nach einem positiven beliebigen Eingangssignal {\displaystyle u(t)>0} exponentiell progressiv bis zu einer Begrenzung an und kehrt erst zurück, wenn das Eingangssignal negativ wird (Rückkopplungseffekt). (Nähere Details siehe Regelstrecke#Charakterisierung der Regelstrecken)
Berechnung des Zeitverhaltens von Übertragungsfunktionen
Inverse Laplace-Transformation: Das System-Ausgangsverhalten {\displaystyle y(t)} beliebiger Übertragungssysteme im Zeitbereich ist abhängig von der Übertragungsfunktion {\displaystyle G(s)} und von der Art des Eingangssignals {\displaystyle U(s)}. Mittels der inversen Laplace-Transformation lässt sich das Zeitverhalten mit Anwendung von Laplace-Transformationstafeln und dem Suchbegriff finden:
| {\displaystyle y(t)={\mathcal {L}}^{-1}\underbrace {\left\{G(s)\cdot U(s)\right\}} _{\text{Suchbegriff}}} |
Handelt es sich um eine normierte Sprungfunktion des Eingangssignals {\displaystyle u(t)=1}, so ist {\displaystyle U(s)={\frac {1}{s}}}.
Numerische Berechnung: Mit Hilfe der numerischen Mathematik durch Berechnung von Differenzengleichungen lassen sich für gegebene Eingangssignale {\displaystyle u_{ki}} die Ausgangssignale {\displaystyle y_{ki}} als nummerierte Folgegleichungen eines dynamischen Systems berechnen. Die Zeitkonstanten {\displaystyle T} in den Differenzengleichungen bestimmen das Verhalten der Einzelsysteme.
Differenzengleichungen berechnen in Annäherung an eine kontinuierliche Funktion {\displaystyle y=f(x)} schrittweise eine Wertefolge {\displaystyle y_{(ki)}} mit den Folgegliedern {\displaystyle k=[0,1,2,3,\dots ]} für ein kleines Intervall {\displaystyle h=\Delta x} die Wertefolge {\displaystyle y_{(k)}=[y_{(0)},y_{(1)},y_{(2)},y_{(3)}\dots ]} an der Stelle {\displaystyle x_{(k)}=[x_{(0)},x_{(1)},x_{(2)},x_{(3)}\dots ]}, wobei {\displaystyle k} eine Nummerierung der errechneten Werte {\displaystyle y_{(ki)}} darstellt.

### Testsignale

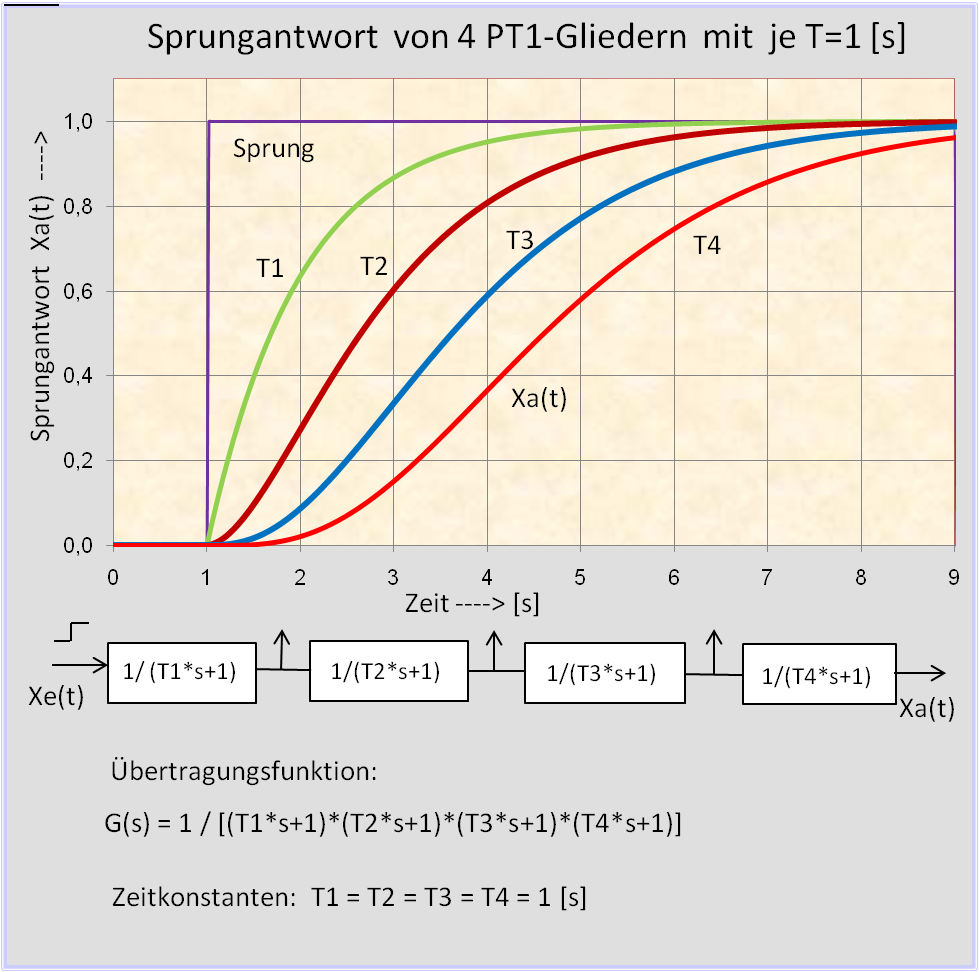
Sprungantworten von 4 in Reihe geschalteten entkoppelten PT1-Gliedern mit je gleichen Zeitkonstanten.

Den nichtperiodischen (deterministischen) Testsignalen kommt in der Systemtheorie eine zentrale Bedeutung zu. Mit ihrer Hilfe ist es möglich, ein Übertragungssystem zu testen, auf Stabilität zu prüfen oder Eigenschaften zu ermitteln.
Zur Berechnung des Zeitverhaltens eines Übertragungssystems können die transformierten Testsignale im Bildbereich anstelle {\displaystyle U(s)} mit der Übertragungsfunktion {\displaystyle G(s)} des Systems multipliziert werden. Für die Rücktransformation von {\displaystyle Y(s)} in den Zeitbereich kann die gewünschte Gleichung der Systemantwort {\displaystyle y(t)} mit Hilfe der Laplace-Transformationstafeln gefunden werden.

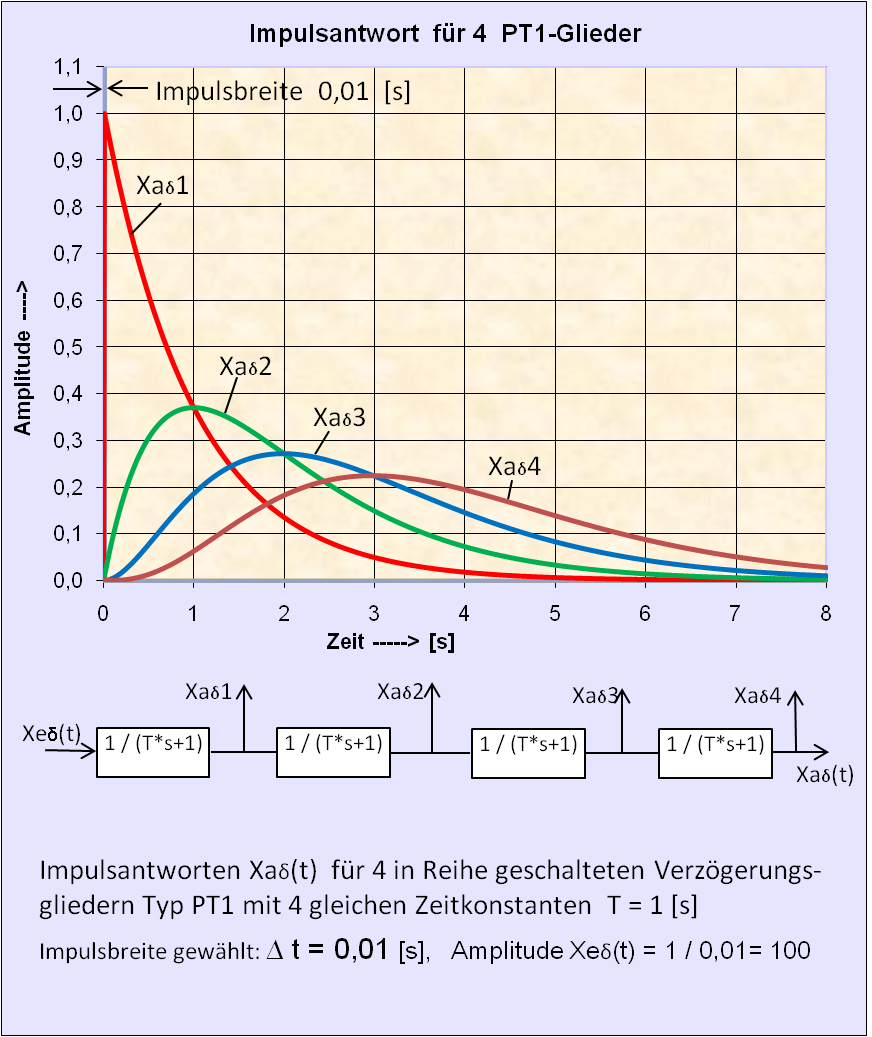
Impulsantworten von 4 in Reihe geschalteten entkoppelten PT1-Gliedern mit je gleichen Zeitkonstanten.

Den Testsignalen ist gemeinsam, dass sie zum Zeitpunkt {\displaystyle t=0} beginnen und bei {\displaystyle t<0} eine Amplitude = 0 aufweisen. Zur Unterscheidung der Funktion der Signale werden sie mit den Zeichen δ (Impuls), Ϭ (Sprung), a (Anstieg) und s (Sinus) indiziert.
Die Testsignale werden als Eingangsgröße {\displaystyle u(t)} und als Laplace-transformierte Größe {\displaystyle U(s)} wie folgt dargestellt.
| Begriff Testsignal u(t)                         | Bildbereich Eingangssignal                                    | Systemantwort y(t)                   |
| ----------------------------------------------- | ------------------------------------------------------------- | ------------------------------------ |
| Impulsfunktion δ oder Stoßfunktion, Deltaimpuls | {\displaystyle U_{\delta }(s)=1\,}                            | Impulsantwort oder Gewichtsfunktion  |
| Sprungfunktion σ                                | {\displaystyle U_{\sigma }(s)={\frac {1}{s}}}                 | Sprungantwort oder Übergangsfunktion |
| Anstiegsfunktion oder Rampe                     | {\displaystyle U_{a}(s)={\frac {1}{s^{2}}}}                   | Anstiegsantwort oder Rampenantwort   |
| Sinusfunktion s (Periodisches Signal)           | {\displaystyle U_{s}(s)={\frac {\omega }{s^{2}+\omega ^{2}}}} | Frequenzgang                         |

## Grundlagen der Ermittlung der Zeitkonstanten aus der gewöhnlichen Differentialgleichung 1. Ordnung
Eine lineare gewöhnliche Differentialgleichung 1. Ordnung mit konstanten Koeffizienten {\displaystyle a_{i}} und {\displaystyle b_{i}} lautet:
| {\displaystyle a_{1}\cdot {\dot {y}}(t)+a_{0}\cdot y(t)=b_{0}\cdot u(t)}. |
Die Zeitkonstante {\displaystyle T=a_{1}/a_{0}} ist aus dieser Form der Differentialgleichung bereits berechenbar.
Allgemein wird für die Nullstellenbestimmung die höchste Ableitung einer Differentialgleichung freigestellt, in dem sämtliche Terme der Gleichung durch den zugehörigen Koeffizienten, in diesem Fall {\displaystyle a_{1}}, dividiert werden. Damit lautet die neue mathematisch identische Differentialgleichung:
{\displaystyle {\dot {y}}(t)+{\frac {a_{0}}{a_{1}}}\cdot y(t)={\frac {b_{0}}{a_{1}}}\cdot u(t)}.
Die Übertragungsfunktion G(s) dieser Differentialgleichung lautet für Anfangsbedingungen gleich Null nach Anwendung des Laplace-Differentiationssatzes:
{\displaystyle s\cdot Y(s)+{\frac {a_{0}}{a_{1}}}\cdot Y(s)={\frac {b_{0}}{a_{1}}}\cdot U(s)}.
Aus dem Verhältnis der Ausgangsgröße {\displaystyle Y(s)} zur Eingangsgröße {\displaystyle U(s)} ergibt sich die Übertragungsfunktion in der Zeitkonstanten-Darstellung:
{\displaystyle G(s)={\frac {Y(s)}{U(s)}}={\frac {\frac {b_{0}}{a_{1}}}{s+{\frac {a_{0}}{a_{1}}}}}={\frac {b_{0}}{a_{1}\cdot s+a_{0}}}={\frac {\frac {b_{0}}{a_{0}}}{{\frac {a_{1}}{a_{0}}}\cdot s+1}}}.
Bei dieser Form der Übertragungsfunktion {\displaystyle G(s)} ist die Zeitkonstante {\displaystyle T} direkt ablesbar als Koeffizient vor der Laplace-Variable {\displaystyle s} mit dem Verhältnis der Koeffizienten {\displaystyle T=a_{1}/a_{0}}.
Setzt man für {\displaystyle {\frac {a_{1}}{a_{0}}}=T} und {\displaystyle {\frac {b_{0}}{a_{0}}}=K} in die Gleichung der Übertragungsfunktion ein, erhält man die Normalform der Übertragungsfunktion eines Verzögerungsgliedes ({\displaystyle PT_{1}}-Glied) in der Zeitkonstanten-Darstellung:
| {\displaystyle G(s)={\frac {Y(s)}{U(s)}}={\frac {K}{T\cdot s+1}}} |

### Entstehung einer gewöhnlichen Differentialgleichung 1. Ordnung aus einem Hardware-Tiefpass
Ein durch eine gewöhnliche Differentialgleichung 1. Ordnung beschriebenes Verzögerungsglied (PT1-Glied) kommt in der Natur und in der Technik am häufigsten vor. Es entsteht z. B., wenn Wärme in ein Medium fließt oder eine elektrische Spannung an ein RC-Glied angelegt wird. Es interessiert immer, wie sich die Ausgangsgröße des Systems sich als Funktion der Zeit für eine gegebene Eingangsgröße verhält. Besonders anschaulich ist das Systemverhalten für eine gegebene Eingangsgröße als Sprungfunktion.
Das in der Elektrotechnik bekannteste dynamische System, welches durch eine gewöhnliche Differentialgleichung 1. Ordnung beschrieben wird, ist das RC-Glied als Widerstands-Kondensator-Schaltung mit der Zeitkonstante {\displaystyle T=R\cdot C}.

Einfacher RC-Tiefpass mit
U_{e}: Eingangsspannung
U_{a}: Ausgangsspannung

Die allgemeine mathematische Beschreibung des RC-Gliedes ergibt sich über die Anwendung der Kirchhoffschen Gesetze.
Für das Hardware-Modell als Tiefpass gilt die Maschengleichung der Spannungen:
{\displaystyle -U_{e}+U_{R}+U_{C}=0}.
Dabei ist {\displaystyle U_{e}} die Eingangsgröße, {\displaystyle U_{C}=U_{a}} die gesuchte Ausgangsgröße. Wird für den Spannungsabfall {\displaystyle U_{R}} an R die Gleichung für den Ladestrom {\displaystyle i=C\cdot {\frac {dU_{C}}{dt}}} in die obige Gleichung eingesetzt, entsteht die Differentialgleichung des RC-Gliedes als Tiefpass:
| {\displaystyle R\cdot C\cdot {\frac {dU_{C}}{dt}}+U_{C}=U_{e}} |
Werden die üblichen Signalbezeichnungen der Systemtheorie angewendet, lauten die neuen Signalbezeichnungen der gewöhnliche Differentialgleichung: {\displaystyle U_{e}:=u(t)} und {\displaystyle U_{a}:=y(t)}.
Für eine Differentialgleichung 1. Ordnung und der zugehörigen Übertragungsfunktion {\displaystyle G(s)} existiert kein Zähler- und Nennerpolynom. Es handelt sich bereits um einen Linearfaktor im Nenner der Übertragungsfunktion. Deshalb hat die Nullstelle keine Bedeutung.
Bei der üblichen Darstellung der Differentialgleichung wird die höchste Ableitung von Koeffizienten freigestellt, indem sämtliche Terme der Gleichung durch den zugehörigen Koeffizienten (hier {\displaystyle R\cdot C}) dividiert werden. Damit lautet die neue mathematisch identische Differentialgleichung:
{\displaystyle {\dot {y}}(t)+{\frac {1}{R\cdot C}}\cdot y(t)={\frac {1}{R\cdot C}}\cdot u(t)}
Die Übertragungsfunktion G(s) dieser Differentialgleichung lautet für Anfangsbedingungen gleich Null nach dem Differentiationssatz:
{\displaystyle s\cdot Y(s)+{\frac {1}{R\cdot C}}\cdot Y(s)={\frac {1}{R\cdot C}}\cdot U(s)}.
Zusammengefasst als das Verhältnis der Ausgangsgrößen zur Eingangsgröße ergibt sich die Übertragungsfunktion in Zeitkonstanten-Darstellung:
| {\displaystyle G(s)={\frac {Y(s)}{U(s)}}={\frac {\frac {1}{R\cdot C}}{s+{\frac {1}{R\cdot C}}}}={\frac {1}{R\cdot C\cdot s+1}}={\frac {1}{T\cdot s+1}}}. |
Dabei entspricht der Koeffizient vor der Laplace-Variable {\displaystyle s} der Zeitkonstante {\displaystyle T=R\cdot C}.

### Entstehung der ÜbertragungsfunktionG(p)für einen Tiefpass (PT1-Glied) durch das Verhältnis komplexer Widerstände
Im Gegensatz zur Übertragungsfunktion {\displaystyle G(s)} kann der Frequenzgang {\displaystyle G(p)} mit {\displaystyle p=j\omega } eines linearen Übertragungssystems gemessen werden. Der Frequenzgang ist ein Spezialfall der Übertragungsfunktion. Die Übertragungsfunktion kann jederzeit in den Frequenzgang bei identischen Koeffizienten (Zeitkonstanten) überführt werden. Die Entstehungsgeschichten des Frequenzgangs und der Übertragungsfunktion sind unterschiedlich, die Schreibweisen können identisch bleiben.
{\displaystyle G(p)={\frac {Y(p)}{U(p)}}}
In der dargestellten RC-Schaltung kann das Verhältnis der Ausgangsspannung zur Eingangsspannung auch als das Verhältnis der Ausgangsimpedanz zur Eingangsimpedanz definiert werden. Setzt man für die Kapazität mit {\displaystyle p=j\cdot \omega } den komplexen Widerstand {\displaystyle {\mathcal {Z}}_{C}={\frac {1}{p\cdot C}}} ergibt sich für das komplexe Widerstandsverhältnis als Übertragungsfunktion {\displaystyle G(p)}:
{\displaystyle G(p)={\frac {U_{a}(p)}{U_{e}(p)}}={\frac {\frac {1}{p\cdot C}}{R+{\frac {1}{p\cdot C}}}}={\frac {1}{R\cdot C\cdot p+1}}={\frac {1}{T\cdot p+1}}}
Das Ergebnis entspricht dem aus der Differentialgleichung abgeleiteten {\displaystyle PT_{1}}-Glied.

### Entstehung der ÜbertragungsfunktionG(p)für einen Hochpass durch das Verhältnis der komplexen Widerstände
Ersetzt man bei der RC-Schaltung die Kapazität C durch eine Induktivität L, entsteht bei der Betrachtung der Ein- und Ausgangsspannungen des Systems ein Hochpass 1. Ordnung. Bei Eingangssignalen mit hoher Frequenz hat die Induktivität einen hohen komplexen Widerstand. Mit fallender Frequenz fällt der induktive Widerstand ab.
In der dargestellten LC-Schaltung kann das Verhältnis der Ausgangsspannung {\displaystyle U_{a}(p)} zur Eingangsspannung {\displaystyle U_{e}(p)} auch als das Verhältnis der Ausgangsimpedanz zur Eingangsimpedanz definiert werden. Setzt man für die Induktivität mit {\displaystyle p=j\cdot \omega } den komplexen Widerstand {\displaystyle {\mathcal {Z}}_{L}=L\cdot p} ergibt sich für das komplexe Widerstandsverhältnis als Übertragungsfunktion {\displaystyle G(p)}:
{\displaystyle G(p)={\frac {U_{a}(p)}{U_{e}(p)}}={\frac {p\cdot L}{p\cdot L+R}}={\frac {{\frac {L}{R}}\cdot p}{{\frac {L}{R}}\cdot p+1}}}
Die Übertragungsfunktion des RL-Gliedes lautet mit {\displaystyle T={\frac {L}{R}}}:
| {\displaystyle G(p)={\frac {U_{a}(p)}{U_{e}(p)}}={\frac {T\cdot p}{T\cdot p+1}}} |
Das Ergebnis entspricht einer Reihenschaltung eines {\displaystyle PT_{1}}-Gliedes mit einem D-Glied. Für einen normierten Eingangssprung {\displaystyle u(t)=1} springt das Ausgangssignal zur Zeit {\displaystyle t=0} auf {\displaystyle u(t)=1} und fällt dann für {\displaystyle t>0} exponentiell asymptotisch auf den Wert {\displaystyle y(t)=0}.
Das zu dieser Übertragungsfunktion zugehörige Zeitverhalten {\displaystyle y(t)} lautet für einen Eingangssprung:
| {\displaystyle y(t)=\mathrm {e} ^{-t/T}} |
Die normierte Gleichung gilt für den Eingangssprung {\displaystyle u_{\sigma }(t)=1}; {\displaystyle e={\text{Eulersche Zahl}}\approx 2{,}71828}.

## Berechnung des Zeitverhaltens eines PT1-Gliedes nach einem Eingangssprung

Zeitverhalten der Sprungantwort eines -Gliedes mit der Zeitkonstante T = 1, K = 1.

Häufig wird im Zeitbereich die Ausgangsgröße {\displaystyle y(t)} der Übertragungsfunktion des {\displaystyle RC}-Gliedes (= {\displaystyle PT_{1}}-Glied) als Sprungantwort dargestellt. Der normierte Sprung für {\displaystyle U(s)} lautet Laplace-transformiert: {\displaystyle U(s):={\hat {U}}_{\sigma }(s)={\frac {1}{s}}}.
Damit lautet die Übertragungsfunktion für {\displaystyle Y(s)} und {\displaystyle U(s):={\hat {U}}_{\sigma }(s)} der Sprungantwort:
{\displaystyle {Y(s)}={\hat {U}}_{\sigma }(s)\cdot {\frac {1}{T\cdot s+1}}={\frac {1}{s\cdot (T\cdot s+1)}}}.
Ein evtl. vorhandener Verstärkungsfaktor {\displaystyle K} lässt sich nicht transformieren. Er erscheint auch nicht in den korrespondierenden Laplace-Transformations-Tabellen der Rücktransformation und kann im Zeitbereich unverändert übernommen werden.
Die Lösung im Zeitbereich der Sprungantwort {\displaystyle y(t)} ergibt sich über die Korrespondenztabellen von Laplace-Transformationstafeln für den Ausdruck:
{\displaystyle {Y(s)}={\frac {1}{s\cdot (T\cdot s+1)}}}:
ergibt das Zeitverhalten des Verzögerungsgliedes mit dem hinzugefügten Verstärkungsfaktor {\displaystyle K}.
| {\displaystyle y(t)=K\cdot (1-\mathrm {e} ^{-t/T}}) |
Die normierte Gleichung gilt für den Eingangssprung {\displaystyle y(t)=0} nach {\displaystyle y(t)=1}. {\displaystyle e={\text{Eulersche Zahl}}\approx 2{,}71828}.
Zeitverhalten des Rücksprungs {\displaystyle {\hat {u}}_{\sigma \downarrow }(t)} vom Anfangswert {\displaystyle y_{(t=0)}=1} des {\displaystyle PT_{1}}-Gliedes nach {\displaystyle y(t)=0}.
| {\displaystyle y(t)=\mathrm {e} ^{-t/T}} | Die normierte Gleichung gilt für den Rücksprung von {\displaystyle y(t)=1} nach {\displaystyle y(t)=0}.
Ausgangswerte eines {\displaystyle PT_{1}}-Gliedes des Ansprungs {\displaystyle y(t)=1-\mathrm {e} ^{-t/T}} und des Rücksprungs {\displaystyle y(t)=\mathrm {e} ^{-t/T}} für ein- bis 5-fache Zeitkonstanten:
| Zeitkonstante T          | Sprungantwort Ansprung: {\displaystyle y(t)} in [%] | Sprungantwort Rücksprung: {\displaystyle y(t)} in [%] |
| ------------------------ | --------------------------------------------------- | ----------------------------------------------------- |
| T einfach                | 63,2                                                | 36,8                                                  |
| {\displaystyle 2\cdot T} | 86,5                                                | 13,5                                                  |
| {\displaystyle 3\cdot T} | 95,0                                                | 5,0                                                   |
| {\displaystyle 4\cdot T} | 98,2                                                | 1,8                                                   |
| {\displaystyle 5\cdot T} | 99,3                                                | 0,7                                                   |

Diese normierte Gleichung gilt für den Eingangssprung {\displaystyle {\hat {u}}_{\sigma }(t)=1:=100\,\%}. {\displaystyle K} ist der Verstärkungsfaktor, {\displaystyle e={\text{Eulersche Zahl}}\approx 2{,}71828}.

## Berechnungsbeispiel zur Bestimmung der Zeitkonstanten einer gewöhnlichen Differentialgleichung 2. Ordnung
| Gegeben: Differentialgleichung eines Zeitgliedes 2. Ordnung ohne Differentiale der Eingangsgröße {\displaystyle u(t)}. {\displaystyle a_{2}\cdot {\ddot {y}}(t)+a_{1}\cdot {\dot {y}}(t)+a_{0}\cdot y(t)=b_{0}\cdot u(t)} Gesucht: Übertragungsfunktion, Pole, Zeitkonstanten. Anwendung der Laplace-Transformation der Differentialgleichung nach dem Differenziationssatz: {\displaystyle a_{2}\cdot s^{2}\cdot Y(s)+a_{1}\cdot s\cdot Y(s)+a_{0}(t)\cdot Y(s)=b_{0}\cdot U(s)}. Bildung der Übertragungsfunktion {\displaystyle G(s)=Y(s)/U(s)} und Freistellung der höchsten transformierten Ableitung: {\displaystyle G(s)={\frac {Y(s)}{U(s)}}={\frac {b_{0}}{a_{2}\cdot s^{2}+a_{1}\cdot s+a_{0}}}={\frac {\frac {b_{0}}{a_{2}}}{s^{2}+{\frac {a_{1}}{a_{2}}}\cdot s+{\frac {a_{0}}{a_{2}}}}}={\frac {\text{Zählerpolynom (s)}}{\text{Nennerpolynom (s)}}}}. Gegebene Zahlenwerte {\displaystyle a_{i}}: {\displaystyle \ a_{2}=2,\ a_{1}=3,\ a_{0}=1} und für {\displaystyle b_{0}=K=1}. Damit lautet die Übertragungsfunktion und Freistellung des höchsten Exponenten (Gleichung dividiert durch {\displaystyle a_{2}=2}): {\displaystyle G(s)={\frac {Y(s)}{U(s)}}={\frac {1}{2\cdot s^{2}+3\cdot s+1}}={\frac {0{,}5}{s^{2}+1{,}5\cdot s+0{,}5}}}. Im Internet (Google) bestehen Programme, die die Nullstellen von Polynomen bis 4. Ordnung errechnen lassen. Für die Lösung der Nullstellen (Pole) eines Polynoms 2. Ordnung kann die sogenannte pq-Formel benutzt werden: Polynom: {\displaystyle s^{2}+1{,}5\cdot s+0{,}5=0\qquad {\text{mit }}p=1{,}5;\ q=0{,}5} {\displaystyle s_{p1;2}=-{\frac {p}{2}}\pm {\sqrt {{\frac {p^{2}}{4}}-q}}=-{\frac {1{,}5}{2}}\pm {\sqrt {{\frac {1{,}5^{2}}{4}}-0{,}5}}=-0{,}75\pm 0{,}25\qquad s_{p1}=-1;s_{p2}=-0{,}5}. Damit lässt sich eine Faktorisierung des Polynoms und die Übertragungsfunktion in Zeitkonstanten-Darstellung vornehmen. {\displaystyle G(s)={\frac {Y(s)}{U(s)}}={\frac {0{,}5}{s^{2}+1{,}5\cdot s+0{,}5}}={\frac {0{,}5}{(s-s_{p1)}(s-s_{p2})}}={\frac {0{,}5}{(s+1)(s+0{,}5)}}={\frac {1}{(s+1)(2\cdot s+1)}}}. Diese Gleichungen sind algebraisch identisch. Ergebnis: Das Übertragungssystem mit zwei {\displaystyle PT_{1}}-Gliedern enthält die Zeitkonstanten {\displaystyle T_{1}=1{\text{ und }}T_{2}=2}. Eine Hardware-Nachbildung dieses Systems mit zwei RC-Gliedern in Reihenschaltung erfordert eine belastungsfreie Entkopplung. |
Anmerkung:
Die Berechnung des Zeitverhaltens einer Übertragungsfunktion höherer Ordnung eines komplexen dynamischen Systems für eine gegebene Eingangsgröße besteht darin:
- Laplace-Transformationstafeln für die korrespondierende Zeitfunktion mit der normierten Übertragungsfunktion anzuwenden,
- oder eine faktorielle Form der Übertragungsfunktion in eine Partialbruch-Darstellung zu überführen, deren additive Terme einfach in den Zeitbereich überführt werden können,
- oder über die numerische Berechnung mit Differenzengleichungen, welche aus den Linearfaktoren der Übertragungsfunktion abgeleitet sind, um das Zeitverhalten von {\displaystyle y(t)} für eine bestimmte Eingangsgröße {\displaystyle u(t)} zu errechnen.
- Bei Übertragungsfunktionen höherer Ordnung mit einem Gemisch von negativen reellen Nullstellen und negativen konjugiert komplexen Nullstellen kann die Berechnung des Zeitverhaltens aus den Gleichungen der Laplace-Transformationstafeln mit den aufwendigen trigonometrischen Funktionen und Exponentialfunktionen recht kompliziert sein. Die numerische Berechnung mit Differenzengleichungen oder mit dem Erwerb von kommerziellen Simulations-Programmen ist erheblich einfacher.